# غيلبرت هافن
غيلبرت هافن (بالإنجليزية: Gilbert Haven)‏ هو قسيس أمريكي، ولد في 19 سبتمبر 1821، وتوفي في 3 يناير 1880.